# UFC Fight Night: Poirier vs. Johnson
UFC Fight Night: Poirier vs. Johnson（ユーエフシー・ファイトナイト：ポイエー・バーサス・ジョンソン、別名UFC Fight Night 94）は、アメリカ合衆国の総合格闘技団体「UFC」の大会の一つ。2016年9月17日、テキサス州ヒダルゴのステイト・ファーム・アリーナで開催された。

## 大会概要
本大会ではダスティン・ポイエーとマイケル・ジョンソンによるライト級戦が組まれた。
元WSOF世界フェザー級王者リック・グレン、キャリア6戦全勝のアルバート・モラレスがUFCデビュー。

## 試合結果

### アーリープレリム
第1試合 バンタム級 5分3R
△  アレハンドロ・ペレス vs.  アルバート・モラレス △
3R終了 判定1-0（29-27、28-28、28-28）
第2試合 ウェルター級 5分3R
○  ランディ・ブラウン vs.  エリック・モンターニョ ×
3R 0:18 ギロチンチョーク

### プレリミナリーカード
第3試合 バンタム級 5分3R
○  ホセ・キニョネス vs.  ジョーイ・ゴメス ×
3R終了 判定3-0（29-28、30-27、30-27）
第4試合 ミドル級 5分3R
○  アントニオ・カルロス・ジュニオール vs.  レオナルド・アウグスト・レレコ ×
3R 4:46 リアネイキッドチョーク
第5試合 ウェルター級 5分3R
○  ベラル・モハメッド vs.  アウグスト・モンターニョ ×
3R 4:19 TKO（マウントパンチ）
第6試合 フェザー級 5分3R
○  ガブリエル・ベニテス vs.  サム・シシリア ×
2R 1:20 TKO（ギロチンチョーク）

### メインカード
第7試合 フェザー級 5分3R
○  チャス・スケリー vs.  マキシモ・ブランコ ×
1R 0:19 TKO（アナコンダチョーク）
第8試合 ライト級 5分3R
○  イスラム・マカチェフ vs.  クリス・ウェイド ×
3R終了 判定3-0（29-28、29-28、29-28）
第9試合 ウェルター級 5分3R
○  ホアン・"ジュカオン"・カルネイロ vs.  ケニー・ロバートソン ×
3R終了 判定2-1（28-29、30-27、29-28）
第10試合 ライト級 5分3R
○  エヴァン・ダナム vs.  リック・グレン ×
3R終了 判定3-0（30-27、30-27、30-27）
第11試合 ミドル級 5分3R
○  デレク・ブランソン vs.  ユライア・ホール ×
1R 1:14 TKO（左フック）
第12試合 ライト級 5分5R
○  マイケル・ジョンソン vs.  ダスティン・ポイエー ×
1R 1:35 KO（左ストレート→パウンド）

### 各賞
ファイト・オブ・ザ・ナイト： エヴァン・ダナム vs. リック・グレン
パフォーマンス・オブ・ザ・ナイト： マイケル・ジョンソン、チャス・スケリー
各選手にはボーナスとして5万ドルが授与された。

### カード変更
負傷などによるカードの変更は以下の通り。